# Закиров, Джамшид Каримович
Джамши́д Кари́мович Заки́ров (узб. Jamshid Zokirov, Жамшид Зокиров; 11 июля 1948, Ташкент, Узбекская ССР, СССР — 7 апреля 2012, Ташкент, Республика Узбекистан) — советский и узбекский актёр театра и кино, телеведущий. Заслуженный артист Республики Узбекистан (1995).

## Биография
Джамшид Закиров родился 11 июля 1948 года в Ташкенте, в семье известного узбекского певца Карима Закирова.
Учился сначала в актёрской мастерской при киностудии «Узбекфильм», затем в Ташкентском театрально-художественном институте, который окончил в 1971 году. Служил в Национальном академическом театре драмы и Академическом русском драматическом театре Узбекистана.
Умер 7 апреля 2012 года в Ташкенте после продолжительной болезни.

### Семья
- Отец — Карим Закиров (1912—1977), оперный певец (баритон), народный артист Узбекской ССР.
- Брат — Батыр Каримович Закиров (1936—1985), советский певец, художник и литератор, народный артист Узбекской ССР.
- Брат — Фаррух Каримович Закиров, певец, художественный руководитель узбекского ансамбля «Ялла».
- Дочь - Охиста Эшанова ( Джамшид)
- Жена — Гавхар Закирова, советская и узбекская актриса.
- Сестра — Луиза Закирова, певица.
- Сын — Джавохир Закиров, актёр, режиссёр и певец, ранее участник группы «Болалар»
- Племянница — Наргиз Закирова (р. 1970), певица. Дочь сестры Луизы Закировой и Пулата Мордухаева, ударника в ансамбле Батыра Закирова.

## Творчество

### Работы в театре
- «Ночь в Венеции»
- «Мардикор»

### Фильмография
1. 1969 — Улица тринадцати тополей — эпизод
2. 1985 — Бунт невесток
3. 1986 — Объятие мечты
4. 1987 — Горечь падения
5. 1989 — Бархан
6. 1990 — Чудо-женщина — программист
7. 1993 — Счастье моё, ты оплачено кровью (Узбекистан)
8. 1993 — Шайтанат — царство бесов (Узбекистан) — Шариф Намазов, главный инженер винзавода
9. 2004 — Мальчики в небе — отец Лолы
10. 2007 — Платина
11. 2009 — След саламандры
12. 2011 — Высоцкий. Спасибо, что живой[3]

## Награды
- 1995 — почётное звание «Заслуженный артист Республики Узбекистан».
- 2010 — лауреат премии «Ильхом» имени Марка Вайля — за вклад в искусство.